# Johan Wiland

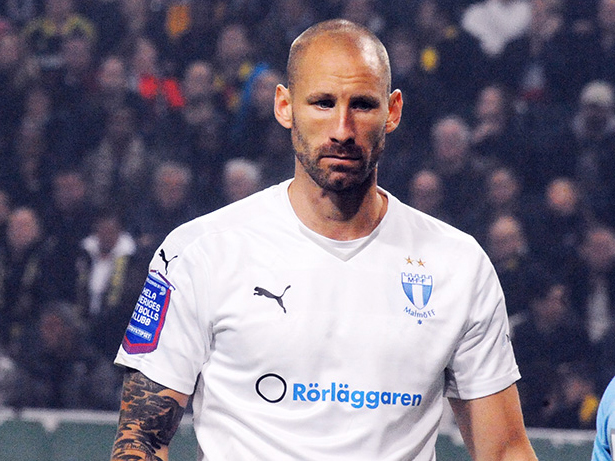
Johan Wiland (2015)

Johan Wiland (* 24. ledna 1981, Borås, Švédsko) je švédský fotbalový brankář a bývalý reprezentant, v současnosti hráč klubu Malmö FF. Mimo Švédsko působil na klubové úrovni v Dánsku.

## Klubová kariéra
- Rydboholms SK (mládež)[1]
- IF Elfsborg (mládež)
- IF Elfsborg 1997–2008
- FC Kodaň 2009–2015
- Malmö FF 2015–

## Reprezentační kariéra
Wiland nastupoval za švédské mládežnické reprezentace U17, U19 a U21.
V A-mužstvu Švédska debutoval 18. 1. 2007 v přátelském zápase ve městě Cuenca proti reprezentaci Ekvádoru (prohra 1:2). Zúčastnil se EURA 2012 konaného v Rakousku a Švýcarsku a také EURA 2012 v Polsku a na Ukrajině, ale na obou šampionátech neodehrál ani jeden zápas, byl pouze náhradníkem. Celkem odchytal v letech 2007–2013 za švédský národní tým 9 zápasů.